# Simone di Kéza
Simone di Kéza (in ungherese Kézai Simon; fl. XIII secolo) fu il più famoso cronista magiaro del XIII secolo.
Sacerdote alla corte reale del re Ladislao IV d'Ungheria, al potere dal 1272 al 1290, il primo momento in cui Simone viene menzionato risale al 1270-1271, quando recando il titolo di «maestro» (magister) partecipò a una missione diplomatica guidata da Sisto di Esztergom. Anche lo storico e diplomatico Andrea d'Ungheria faceva parte di questo gruppo di ambasciatori. Il motivo dell'invio si dovette ai ringraziamenti che il re Stefano V d'Ungheria intendeva elargire a Carlo I di Sicilia per il  ritorno di quest'ultimo dall'ottava crociata. La delegazione viaggiò, partendo via mare da Napoli, fino a Catona prima e a Messina poi nei mesi di dicembre e gennaio. Il ritorno avvenne in compagnia di Carlo fino a Roma a febbraio.
La principale opera realizzata da Simone di Kéza restano le Gesta Hunnorum et Hungarorum, scritte in latino intorno al 1282. In essa, l'autore fornisce una vivida descrizione della storia degli Unni e degli Ungari (che considerava legati antropologicamente), dagli inizi leggendari fino al periodo contemporaneo. In veste di segretario personale del monarca, lavorò negli archivi reali e raccolse il suo materiale dalle cronache più antiche lì conservate.

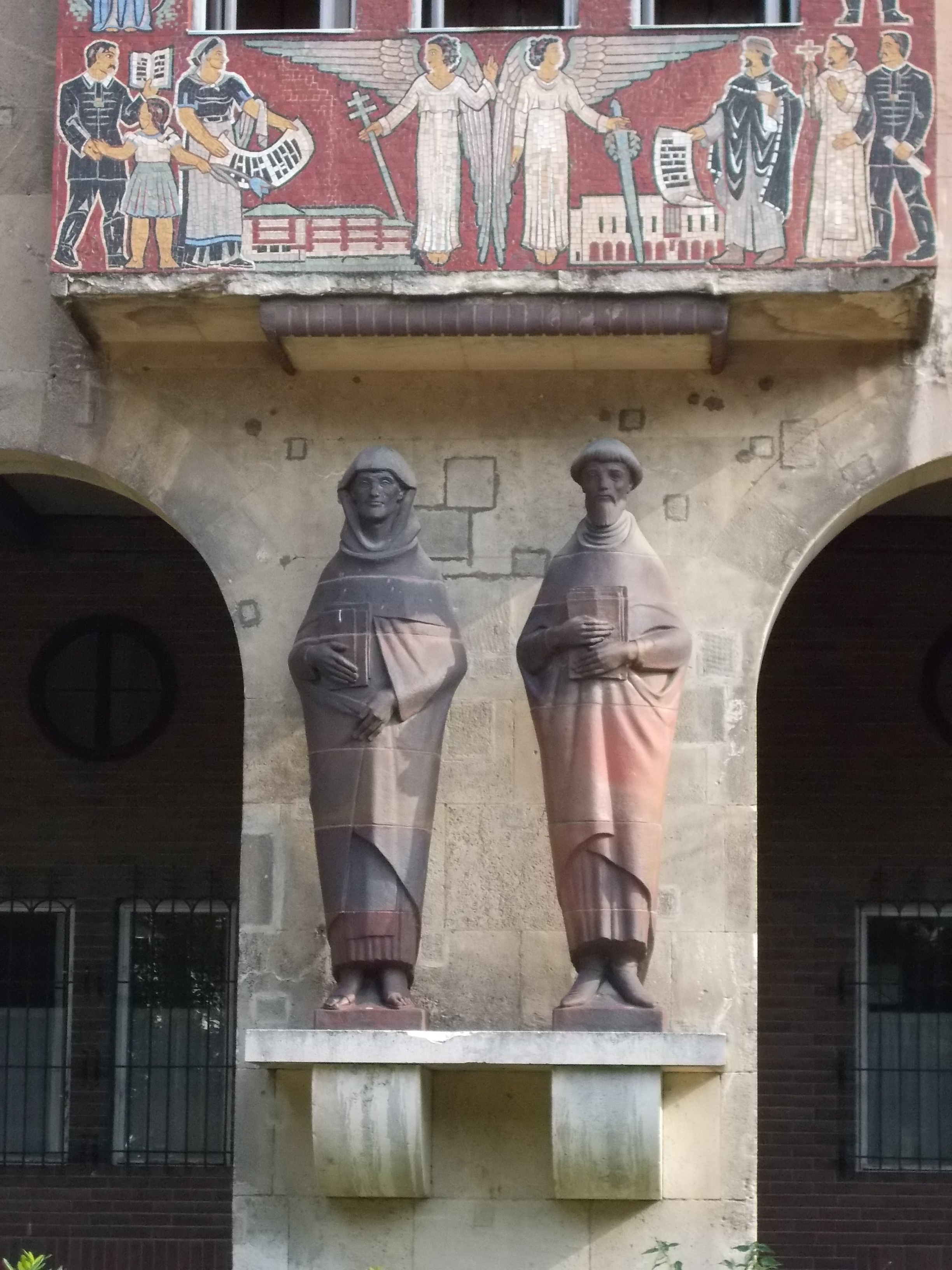
Statue in bronzo di Simone di Keza e Marco Kalti, un altro cronista medievale, a Székesfehérvár

L'opera fu pubblicata per la prima volta sotto forma di documento stampato nel 1782 a Buda. Nel XIX secolo fu tradotta in ungherese e divenne un'opera popolare che aiutò lo sviluppo della coscienza nazionale.